# Trentepohlia banahaoensis
Trentepohlia banahaoensis är en tvåvingeart som beskrevs av Alexander 1930. Trentepohlia banahaoensis ingår i släktet Trentepohlia och familjen småharkrankar. Inga underarter finns listade i Catalogue of Life.